# コーカンド・ハン国

コーカンド・ハン国
Qo'qon Xonligi

コーカンド・ハン国の版図（1850年ごろ）

コーカンド・ハン国（ウズベク語 : Qo'qon xonligi）は、18世紀後半から19世紀前半にかけて、フェルガナ盆地を中心に中央アジアに栄えたテュルク系イスラム王朝。現ウズベキスタン領フェルガナ州西部のコーカンド（ホーカンド）を都としてカザフスタン、キルギス、タジキスタンの一部に及ぶ西トルキスタンの東南部に君臨する強国に成長、一時は清朝の支配する東トルキスタンにまで勢力を伸ばしたが、内紛と周辺諸国の圧力から急速に衰え、ロシア帝国に併合されて滅んだ。
ウズベクと称されるジョチ・ウルス系の遊牧民が中心となって建設されたいわゆる「ウズベク3ハン国」のひとつであるが、他の2ハン国と異なり建国時から一貫して君主はチンギス・ハーンの血を引かないミング部族の出身である。

## コーカンド・ハン国の成立
16世紀以来、フェルガナ地方には中央アジアに進出したウズベク系諸部族が流入し、ウズベク系のブハラ・ハン国がその支配者として君臨していた。しかし17世紀末頃にはブハラ・ハン国は本拠地であるマー・ワラー・アンナフルの一部しか支配しえないほどに弱体化し、フェルガナ地方ではイスラム神秘主義教団であるナクシュバンディー教団出身のホージャ（指導者）たちが都市の自治を担うようになっていた。しかし18世紀前半にはフェルガナ地方に土着したウズベク諸部族のひとつ、ミング部族のビー（部族長）が力を付け、ホージャ権力を打倒してフェルガナ地方に自立政権を樹立していった。彼らは1740年には都をコーカンドに定めているが、コーカンド・ハン国の建国はこの頃とみなされることが普通である。
ハン国の勢力は当初きわめて弱体であり、天山山脈北麓に割拠するオイラトのジュンガル帝国による侵攻をたびたび受けて大いに脅かされた。さらに18世紀半ばに清がジュンガルを討ってジュンガルの支配する東トルキスタンを併合すると、コーカンド領に隣接するタリム盆地東縁のカシュガル地方において強大な清の勢力と直接接触することになり、また清の支配を逃れてオイラトの貴族や、タリム盆地各地を支配してきたホージャたちがフェルガナに流入してきたために、清との潜在的な敵対関係に入らざるを得なくなった。
コーカンドの君主エルデニは清の脅威に対して南のドゥッラーニー朝（アフガニスタン）に援助を求めたが果たせなかったので、清に朝貢使節を送って誼を通じた。清との朝貢関係樹立はその代償に清朝支配下の新疆（東トルキスタン）との通商権をコーカンドに与え、その経済的繁栄をもたらすことになる。
またコーカンドにかかる直接の軍事的圧力が薄れたことは、コーカンド政権の支配拡大を可能とした。コーカンドの君主たちはかつてジュンガルでも軍の主力として活躍してきたキルギス人の傭兵や砲兵を受け入れて軍事力を増強し、18世紀末のナルブタ・ビーの頃までにフェルガナ地方の統一に成功した。

## ハン国の拡大と最盛期
1800年、コーカンドの君主アーリムは中央アジア有数の大都市で、当時中央アジアに進出しつつあったロシアと東方とを繋ぐ中継基地として経済的に繁栄しつつあったタシュケントを征服、フェルガナを越えてカザフ草原にまで進出した。この成功によりアーリムは支配下の諸部族によってハンに推戴され、長らく中央ユーラシア世界においてハンの称号を名乗るのに必須の条件とみなされていたチンギス・ハーンの血を引かないままハンの座についた。この政権が「ハン国」と称されるのは、これ以来君主がハンを称したことに由来する。
1810年に即位したアーリムの弟ウマル・ハンのとき、コーカンド・ハン国は最盛期を迎えた。軍事的にはカザフ居住地域の主要都市テュルキスタン市を征服して周辺のカザフ人やキルギス人に宗主権を認めさせ、その勢力圏は北はバルハシ湖、西はシル川流域に及んだ。
通商面では清朝への朝貢関係に加えてロシアとの間でも通商関係を結び、東西交易の通商路を拡大してハン国に大きな経済的利益をもたらした。特に清とは緊密な関係を結び、コーカンド商人は新疆における東西交易に独占的な地位を得た。コーカンドは中央アジア最大の交易国となり、金銀装飾品や武器、日用品を中央アジアの遊牧民たちに供給し、茶、絹、陶磁器などの中国製品をブハラなど西方に中継した。ハン国の経済的成長にともなってその中心地方であるフェルガナはそれまで長らく続いた辺境の地位を脱し、軍事・宗教・商業施設や水路などの社会資本の整備が進み繁栄を極めた。

## 清との角逐
新疆の保持のために多大な負担を余儀なくされていた清は、19世紀初頭に入るとコーカンドの進出と強大化を警戒し、新疆におけるコーカンド商人の活動を規制しようとした。最盛期を迎えたコーカンド・ハン国は、清のコーカンド商人敵視に対する反発もあって清の支配するカシュガルへの野心をふたたびあらわにし、清の征服以前にカシュガルを支配していたホージャ一族の末裔を利用してこの地方に干渉しようとした。
1826年、ウマル・ハンの子ムハンマド・アリーは、カシュガル・ホージャ家のブルハーヌディーンの孫ジハーンギールを支援してカシュガル、ヤルカンドに直接出兵した。ジハーンギールの侵入は清にとって数十年ぶりの大規模な新疆における反乱に発展し、清はコーカンドと断交してなんとかこれを撃退した。しかしこの反乱は清に大きな衝撃を与え、コーカンドとの関係を妥協せざるを得なくなった。1830年、清はコーカンド・ハン国と講和を結び、コーカンド・ハン国がアクサカル（長老）と呼ばれる一種の領事を新疆各地のオアシス都市に派遣する特権を認めた。アクサカルは新疆でのコーカンド商人を保護するだけでなく新疆に居住するコーカンド商人からの徴税までをも行い、新疆における東西交易の利潤をコーカンド・ハン国に独占させることを可能にした。
ジハーンギールの侵入の失敗後も、コーカンド・ハン国のカシュガルに対する潜在的な野心は衰えておらず、たびたびホージャ一族の復権運動を支援して新疆への介入を続けた。

## 衰退期
ハン国は繁栄の一方で、国内政治では支配層内部における対立やカザフ、キルギスの遊牧民たちの反乱は絶えず、政権は常に不安定であった。そして1842年、ナスルッラー率いるブハラ・アミール国（ブハラ・ハン国の後身）の攻撃を受けてムハンマド・アリー・ハンとその家族がことごとく殺害されるに至り、コーカンド・ハン国はブハラの支配下に入った。首都コーカンドはブハラの軍によって占領され、コーカンドのハンにはブハラの擁立した傀儡が立てられたが、結局ブハラの支配はコーカンド・ハンの一族の間から出たシェールアリー・ハンによって覆され短期間に終わった。以後のハン国ではハン位をめぐる争いが激化して国内政治はますます混乱し、またカザフやキルギスをはじめとする遊牧民たちが勢力を増してハン国の権威を脅かした。
さらに北方ではロシア帝国がカザフ草原に進出して勢力を南進させ、ウズベク3ハン国のうちもっとも北方に位置するコーカンド・ハン国に対する軍事的圧力を強めた。コーカンド・ハン国は当時の世界で最大最強のイスラム教国であったオスマン帝国や、さらにはインドから北進して中央アジアをうかがっていたイギリスと友好関係を結んでロシアに対抗しようとしたが、弱体化したコーカンド・ハン国はもはやロシアの南下の圧力に抗する力を持たなかった。1853年にワシーリ・ペロフスキー将軍（Vasily Alekseevich Perovsky）率いるロシア軍にヤークーブ・ベクが守るアク・メチェト要塞（現クズロルダ）は占領された。
また同じ19世紀半ばには隣接する東トルキスタンでは清の支配が弛緩し反乱が続発、コーカンド・ハン国の繁栄を支えた中継貿易が衰えを見せ始めており、1864年にクチャで起こった反乱は瞬く間に新疆全土に拡大するが、ハン国はカシュガルで樹立された在地のムスリムによる自立政権の要請に応じ、カシュガル・ホージャの子孫とハン国の軍を派遣した。カシュガルに入ったコーカンドの軍隊の中からは軍人ヤークーブ・ベクが混乱に乗じて新疆のほとんど全域を支配する大勢力に成長していたが（ヤクブ・ベクの乱、1862年-1877年）、コーカンドからはほとんど独立してしまい、かえって混乱のためにコーカンドの繁栄を支えた新疆貿易の利益を滞らせた。

## コーカンド・ハン国の滅亡
ヤークーブ・ベクらをカシュガルに派遣したのと同じ1864年、ロシアはコーカンド・ハン国への侵攻を開始し、1865年にハン国北部の経済都市タシュケントを併合した。1868年3月、コーカンド・ハン国はロシアとの間に保護条約を締結し、ロシアの属国に転落する。敗戦に伴う政変によってコーカンドの君主となったフダーヤール・ハンは、コーカンド市内にロシア様式を取り入れたハンの新たな宮殿を造営するなど、ハン国の再建と専制の増強をはかったが、ハン国の瓦解をとどめることはできなかった。
やがてブハラ・ハン国の攻撃と支配下にあった遊牧キルギス出身の軍人だったアブドゥラクマン・アフトバチに率いられた反乱が勃発し、1875年にフダーヤールは退位を余儀なくされた。アフトバチらはナースィルッディーンをハンに擁立したが、これは前ハンによって保護を求められたことを介入の口実とするロシア軍のさらなる侵攻を招いた。ロシア軍は翌1876年2月19日にコーカンドに入城、コーカンド・ハン国を滅ぼし、フェルガナ盆地の全域を支配下に収めた。
コーカンド・ハン国の旧領は完全に植民地化され、タシュケントにはロシアの中央アジア支配の拠点となるトルキスタン総督府が置かれ、その支配下にコーカンド・ハン国の旧領にヒヴァ・ハン国およびブハラ・アミール国から奪った領土を加えてシルダリア州およびフェルガナ州が設けられた。

## 歴代のハン
ハン国を建国する前のコーカンドの統治者、滅亡後の反乱指導者も含む。
- シャールフ・ビー（1710年頃 - 1721年）
- アブドゥッラフマーン（1721年 - 1739年頃）
- アブドゥルカリーム（1736年頃 - 1746年頃）
- エルデニ（1746年頃 - 1770年）
- スライマーン（1770年頃）
- シャールフ2世（1770年頃）
- ナルブタ・ビー（1770年 - 1800年）
- アーリム・ハン（1800年-1809年） - 最初にハンを称する。
- ムハンマド・ウマル・ハン（1809年-1822年） - アーリム・ハンの弟。最盛期を現出。
- ムハンマド・アリー・ハン（1822年-1842年） - ウマル・ハンの息子。ブハラ・アミール国により処刑される。
- シェールアリー・ハン（1842年-1845年） - アリー・ハンの息子。
- ムハンマド・フダーヤール・ハン（1845年-1858年、1862年-1863年、1866年-1875年） - シェールアリーの息子。ブハラへの逃亡と復活を繰り返し、最後はロシアにより軟禁された。

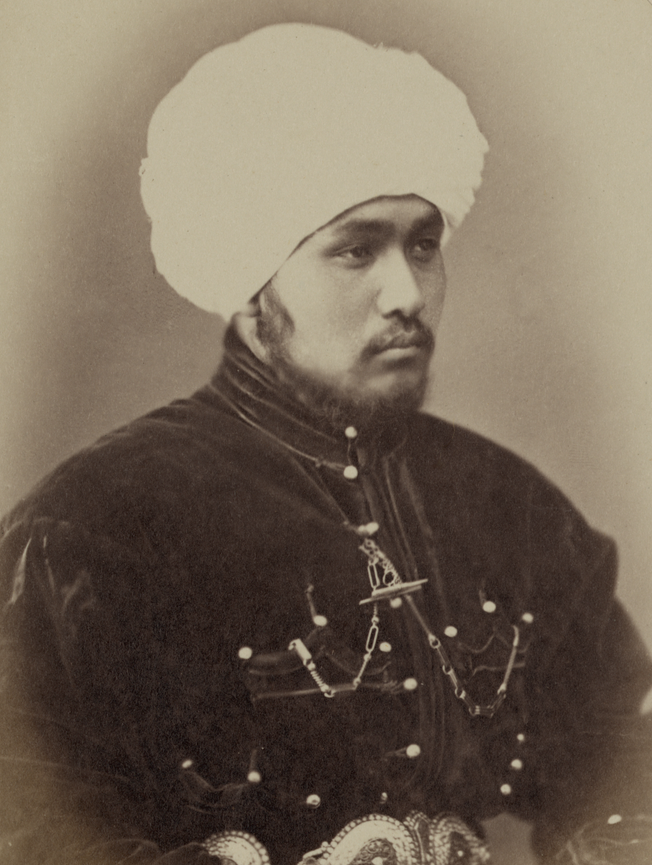
最後のハン・ナースィルッディーン

- ナースィルッディーン（1875年-1876年2月19日） - フダーヤールの息子。反乱指導者によりハンに推戴されたがロシアにより倒され、タシュケントに追放。